# 张裕公司原址
张裕公司原址，位于山东省烟台市芝罘区大马路108号，是中华人民共和国山东省文物保护单位之一。
1992年6月12日，授予山东省文物保护单位，是一座古建筑及历史纪念建筑。